# Pocket PC
A Pocket PC (rövidítve PPC, néhol P/PC) egy kéziszámítógép (PDA) specifikáció, amelyen a Microsoft Windows CE operációs rendszerének egyik adott változata fut. Egy Pocket PC képes lehet emellett alternatív operációs rendszerek, például NetBSD vagy Linux futtatására is. A készülék a modern asztali számítógépekhez hasonló szintű alkalmazások futtatására is képes lehet.
Jelenleg több ezer Pocket PC-n futtatható szoftver létezik – ezeknek egy része ingyenesen használható freeware. Egyes Pocket PC típusok rendelkeznek mobiltelefon képességekkel, valamint tartalmazhatnak GPS vevőt, vonalkód-olvasót, RFID olvasót, vagy digitális fényképezőgépet.

## Definíció
A Microsoft definíciója szerint a Pocket PC egy olyan „tenyérben tartható eszköz, amelyen keresztül a felhasználók e-maileket érhetnek el és tárolhatnak, amely tartalmaz kapcsolatlistát, határidőnaplót, képes multimédiás tartalmak lejátszására, számítógépes játékok futtatására, MSN Messenger üzenetek kezelésére, webböngészésre, és még sok minden másra.”
Technikai szempontból nézve a Pocket PC egy olyan Microsoft-féle előírás, ami különféle hardver- és szoftver-követelményekhez köti a készüléken megjeleníthető „Pocket PC” jelzést.
Ahhoz, hogy egy készüléket Pocket PC-nek lehessen nevezni, az alábbi követelményeknek kell megfelelnie:
- A Microsoft Windows Mobile operációs rendszerének Pocket PC változatát kell futtatnia
- A ROM-ban egy meghatározott összetételű programcsomagnak kell helyet kapnia

A Windows Mobile egyben tartalmazza a Windows CE-alapú operációs rendszert, a felhasználói felületet és egy sor alapvető alkalmazást.
- Érintőképernyősnek kell lennie
- Rendelkeznie kell egy érintésérzékeny kurzorirányító lapkával, vagy hagyományos kurzorbillentyűkkel
- Rendelkeznie kell néhány hardveres alkalmazásindító gombbal
- ARM, Intel XScale, MIPS vagy SH3 processzorra kell épülnie. (A Pocket PC 2002 specifikációt követően csak az ARM kompatibilis processzorok használhatók.)

## Operációs rendszer változatai

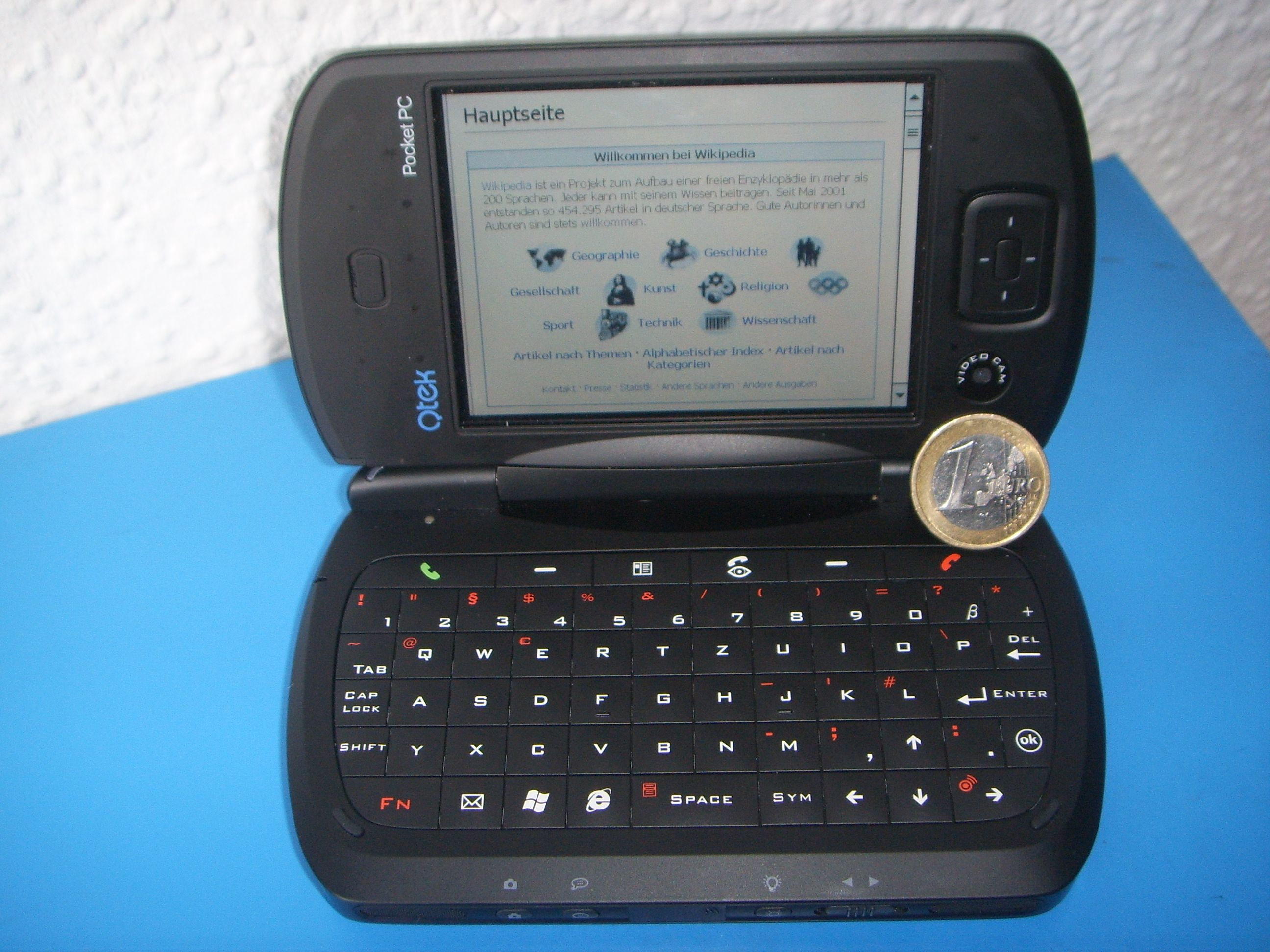
A HTC Universal Pocket PC Phone Edition

Az operációs rendszer legújabb változata a Windows Mobile 6, belső kódnevén „Crossbow”. Az operációs rendszert a Microsoft 2007. február 12-én mutatta be, és a Windows Vistával zökkenőmentes használatot ígért.
A Windows Mobile 5-ben ismét egymásba olvadt a korábban szétválasztott, okostelefonok és telefonálási képességekkel felruházott Pocket PC-k számára kialakított Phone Edition, valamint a telefonálási képességek nélküli gépek számára kialakított Professional Edition. Az operációs rendszer részévé vált a telefonkezelő Phone alkalmazás, és az összes beépített személyes információ-kezelő szoftvert (PIM) (határidőnapló, e-mail kliens, kapcsolati lista) felkészítették a telefonos rendszer integrációjára. A Windows Mobile 5 kompatibilis volt a Microsoft Smartphone operációs rendszerével, és ezért az ilyen telefonokra írt alkalmazásokat a Pocket PC-ken is futtatni lehetett.
Az operációs rendszer korábbi változataiban a felhasználó által telepített alkalmazások, illetve a PIM adatok általában a gép RAM-jában kaptak helyet. Ha a gép akkumulátora lemerült, akkor az ott tárolt összes adat elveszett, és a gép gyakorlatilag a gyári beállításokra állt vissza. A Windows Mobile 5 ezt a problémát azzal orvosolta, hogy az összes adatot nemfelejtő flash memóriában tárolta, és a RAM-ot csak az alkalmazások futtatására használta, akár csak az asztali gépeknél. Emiatt a Windows Mobile 5-öt futtató Pocket PC-knek több flash memóriájuk és kevesebb RAM-juk volt, mint a korábbi Pocket PC-knek.
Az első Windows Mobile 5-ös Pocket PC az európai piacon a HTC Universal volt, Amerikában pedig a PPC 6700.
Az operációs rendszer ezt megelőző változata a Windows Mobile 2003 Second Edition volt. Ez többek között rendszerszinten támogatta a képernyő fekvő nézetét – a korábbi kiadásoknál a képernyő álló helyzetét csak külön erre írt segédprogrammal lehetett elforgatni. A Second Edition emellett a Windows Mobile 2003 (WM 2003) eredeti kiadásában szereplő képességeket bővítette. A Dell Axim x30 volt az első 2003 SE-t futtató gép.
A WM 2003 a Windows CE.NET 4.2-es operációs rendszerre épült. Az alkalmazások között megtalálhatók voltak az asztali gépekről ismert programok „lekicsinyített” változatai: Outlook, Internet Explorer, Word, Excel, Windows Media Player és még mások.
Az ennél korábbi operációs rendszerek közé tartozik a 2001. októberében bemutatott Pocket PC 2002 és a 2000 áprilisában megjelent Pocket PC 2000. Mindkét operációs rendszer a Windows CE 3.0-án alapult.

## Készülékgyártók
Több cég is gyárt vagy gyártott Pocket PC-ket, többek között:
- Hewlett-Packard:
  - Ipaq
  - Jornada (a gyártás megszűnt)
- Toshiba (a gyártás megszűnt)
- Acer
- Dell
- Fujitsu Siemens
- HTC
- Eten
- Viewsonic (a gyártás megszűnt)

2003 közepén a Gateway és a JVC is bejelentette, hogy Pocket PC gyártásába kezdenek, de a projektekkel még a készülék megjelenése előtt felhagytak. A Pocket PC piac 2003-2004 tájékán a vártnál gyengébben teljesített, és ezért több cég is megszüntette a készülékek gyártását.
A Pocket PC márka megjelenése előtt is léteztek Windows CE-alapú készülékek. Ezeket Palm-size PC-knek, magyarul szintén kézigépeknek nevezték, és szintén PPC-nek rövidítették. A gépek a Windows CE 2.0-s és 2.11-es változatát használták, melynek felülete hasonlított a kor asztali gépeihez, mint például a Windows 98-hoz. A ritkább, kihajtható billentyűzettel ellátott, Pocket PC előtti gépeket Handheld PC-knek nevezték, és H/PC-nek rövidítették. A gyártók között volt többek között a Philips (Nino és Velo), a HP (Jornada), a Compaq (Aero) és a Casio (Cassiopeia).
Egyes mobiltelefon-cégek beépített telefonnal ellátott Pocket PC-ket, okostelefonokat forgalmaznak – Magyarországon ilyen például a T-Mobile (MDA Pro), külföldön pedig az O2 és az Orange. A felhasználónak csak a készülékbe kell helyeznie a SIM kártyáját, le kell futtatnia egy rövid varázslót, és a telefonkönyv átkerül a gépbe.
2007 szeptemberében az egyik legnagyobb teljesítményű, kereskedelmi forgalomban is kapható Pocket PC a Dell Axim x51v volt. A készülék jellemzői :
- 3,7 colos, 640×480 pixel felbontású színes TFT képernyő
- 624 MHz-en futó Intel Xscale PXA270 processzor
- 336 MB memória (256 MB flash, 64 MB RAM)
- 802.11b Wi-Fi
- Bluetooth 1.2
- Intel 2700G grafikus kártya 16 MB videómemóriával
- CompactFlash (CF) és SecureDigital (SD) kártyabővítés
- 1100 mAh teljesítményű akkumulátor

A beépített telefonnal rendelkező Pocket PC-k több szempontból is különböznek a Windows Mobile Smartphone Editiont futtató okostelefonoktól – ez utóbbiaknak például nincsen érintőképernyőjük.
Egyes Pocket PC-kben beépített GPS vevő is található – például a Fujitsu Siemens Pocket Loox N560-ban , a HTC TyTNII-ben , és a telefonnal is felszerelt HP hw6945-ben és hw6515-ben .
A Pocket PC piacra újonnan érkezett a Palm, amely Treo 700w/wx telefonos készülékén már Windows Mobile 5 fut . A Palm korábban csak a saját fejlesztésű, Palm OS operációs rendszert futtató gépeket gyártott.
Az ismert márkák (HP, O2, Dell, Fujitsu Siemens) számára Pocket PC-ket gyártó tajvani HTC bejelentette, hogy a saját márkájuk alatt is fognak Pocket PC-ket és okostelefonokat gyártani. A HTC gyártja a Windows Mobile-alapú telefonos készülékek 80%-át .